# Houstonia ouachitana
Houstonia ouachitana  là một loài thực vật có hoa trong họ Thiến thảo. Loài này được (E.B.Sm.) Terrell mô tả khoa học đầu tiên năm 1988.